# 한광고등학교 (서울)
한광고등학교(漢光高等學校)는 대한민국 서울특별시 강서구 화곡동에 위치한 사립 고등학교이다.

## 학교 연혁
- 1974년 1월 5일 : 학교법인 인권학원 설립허가
- 1987년 1월 19일 : 한광고등학교 설립인가(36학급)
- 1987년 3월 4일 : 개교식 및 신입생 입학식 거행(12학급 720명)
- 1990년 2월 1일 : 초대 진인권 교장 취임
- 2000년 5월 12일 : 남자고등학교에서 남녀공학고등학교로 전환
- 2015년 3월 1일 : 교육부 지정 체육중점학급 운영 (3학급)
- 2023년 9월 1일 : 제13대 신근철 교장 취임

## 참고 자료
- 한광고등학교 - 한국교육학술정보원 학교알리미